# Рамачандра Кавираджа
Рамача́ндра Кавира́джа (IAST: Ramacandra Kaviraja) — кришнаитский святой и богослов, живший в Бенгалии в XVI веке. Рамачандра был сыном Чирандживы Сены, учеником Шринивасы Ачарьи и шикша-гуру царя Вишнупура Виры Хамвиры. За литературные достижения и глубокое понимание гаудия-вайшнавского богословия, Джива Госвами наградил Рамачандру титулом «Кавираджа».